# Chiostro Verde

Le Chiostro Verde  (de l'italien, litt. « Cloître vert ») fait partie du complexe architectural du couvent de la basilique Santa Maria Novella  de Florence, lequel appartenait à l'ordre des Prêcheurs (ou dominicains). Aujourd'hui, il fait partie du musée de Santa Maria Novella, l'un des musées civiques de la ville. Le cloître, véritable cœur du complexe, permet d'accéder à la chapelle des Espagnols, au Cloître des Morts et au Grand Cloître. 

## Histoire
Cette partie du couvent est construite d'environ 1332 à 1350 sur un projet de Fra' Jacopo Talenti, avec des arcs surbaissés sur des piliers octogonaux. Les nervures peintes à l'imitation des pierres de taille bicolores ont été ajoutées lors de la restauration de 1859, pour s'harmoniser avec le même motif utilisé à l'intérieur de l'église. Le Chiostro Verde est accessible, ainsi que de l'église, par un passage à gauche de la façade, de la piazza Santa Maria Novella, à travers une longue salle avec des pierres tombales et quelques traces de fresques des XIIIe et XVe siècles.
Le cloître est décoré de fresques en grisaille de Paolo Uccello, avec des peintures réalisées a terra verde (un pigment à base d'oxyde de fer et d'acide silicique), qui lui donnent son nom, dès la première moitié du XVe siècle. Restauré en 1859, il est endommagé lors des inondations de Florence de 1966. Les fresques sont alors toutes détachées, les synopie enlevées, qui sont aujourd'hui dans les dépôts de la surintendance, et relocalisées en 1983, même si les restaurations se poursuivent aujourd'hui pour certaines lunettes.

## Fresques
Le cloître est célèbre pour le cycle de fresques réalisées en partie par Paolo Uccello vers 1425-1430. Dello di Niccolò Delli figure parmi les autres artistes qui ont participé à la décoration selon la tradition remontant à Giorgio Vasari.
Les peintures les plus anciennes datent du XIVe siècle et se trouvent dans l'angle nord-ouest, avec un Crucifix entre les saints Dominique et Thomas (attribué par Vasari au mystérieux Stefano Fiorentino), une Vierge à l'Enfant de style siennois (vers 1330), avec au-dessus une fresque du XVIe siècle avec les Saints Dominique et Pierre martyr) et un Albero domenicano de la seconde moitié du XIVe siècle. Dans les voiles des voûtes, sont peints des bustes de saints et de bienheureux dominicains, très incomplets et datant du XIVe siècle.
Les œuvres les plus intéressantes sont celles de Paolo Uccello, avec les Histoires de la Genèse, qui se déroulent sur le côté nord, dans le prolongement du vestibule. Le cycle, probablement conçu par Jacopo Passavanti, commence en bas par :
- Création des animaux et d'Adam (lunette), Création d'Éve et Péché originel (en médaillon).
- Expulsion du Paradis et Travail des ancêtres (panneau), Caïn et Abel (panneau), attribué à l'atelier du maître.
- Lamelech (Meurtre de Caïn) (tympan) et Arche de Noé (en médaillon), attribués à l'atelier du maître.
- Déluge et Décrue des eaux (lunette) et Sacrifice et Ivresse de Noé (panneau), par la main du maître, peut-être les scènes les plus célèbres, pour l'utilisation de la perspective linéaire, où figures et scènes frénétiques s'insèrent dans un aspect visionnaire complexe de la spatialité.

Paolo Uccello au Chiostro Verde
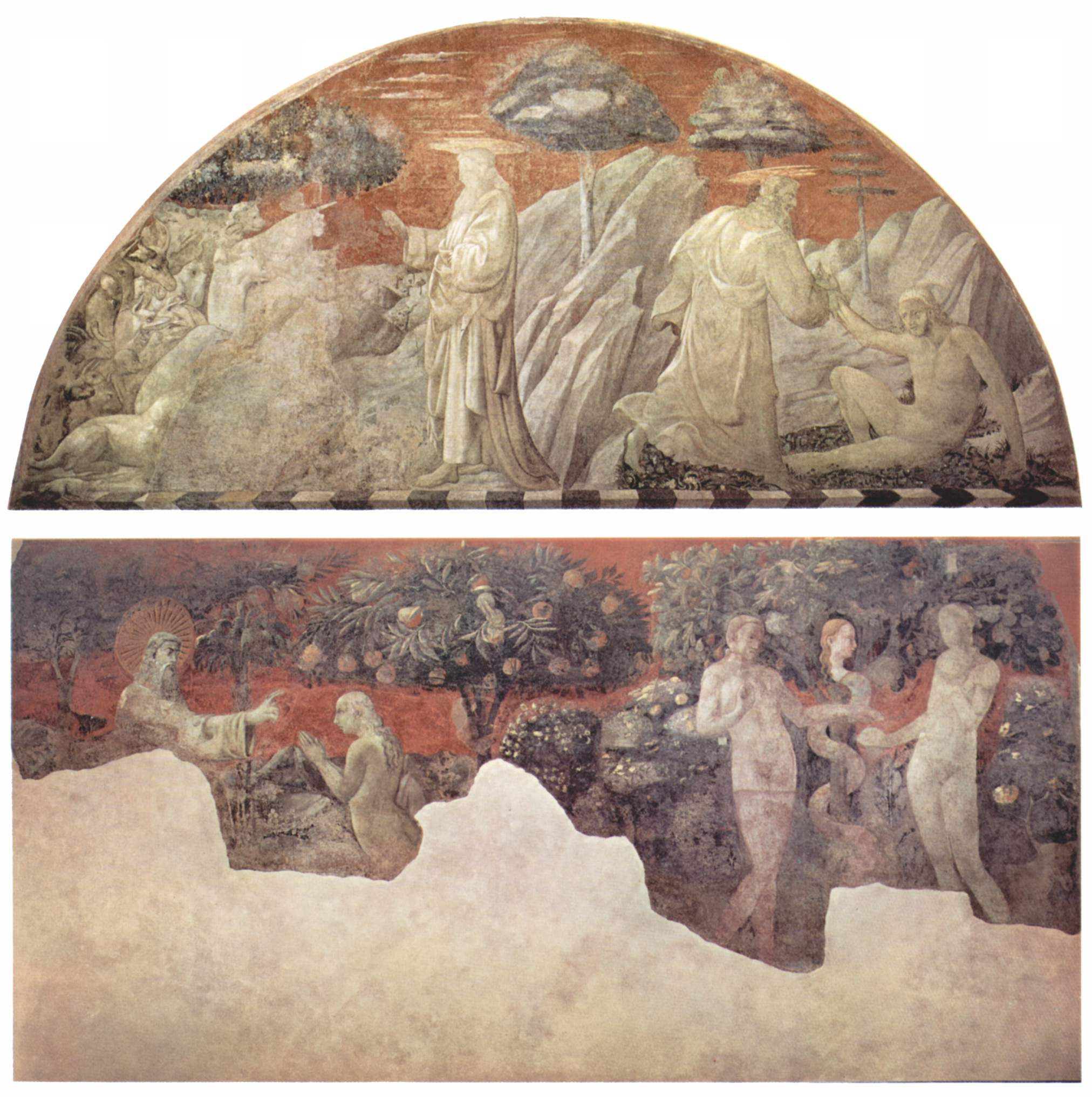
Paolo Uccello, Création des animaux, Création d'Adam, Création d'Ève et Péché originel.
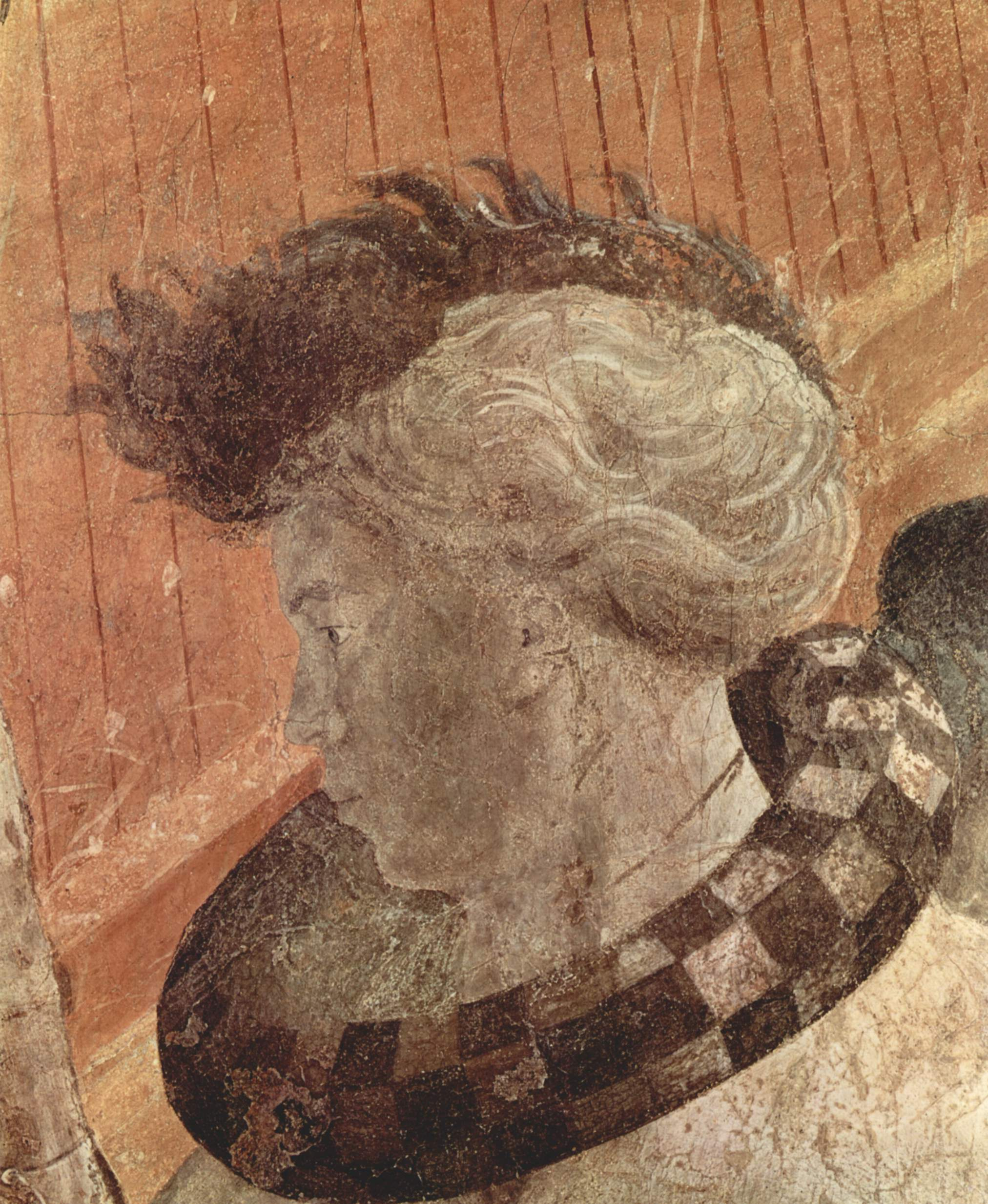
Le Déluge, détail. Jeune homme au mazzocchio, tore polyédrique dérivé du couvre chef florentin.
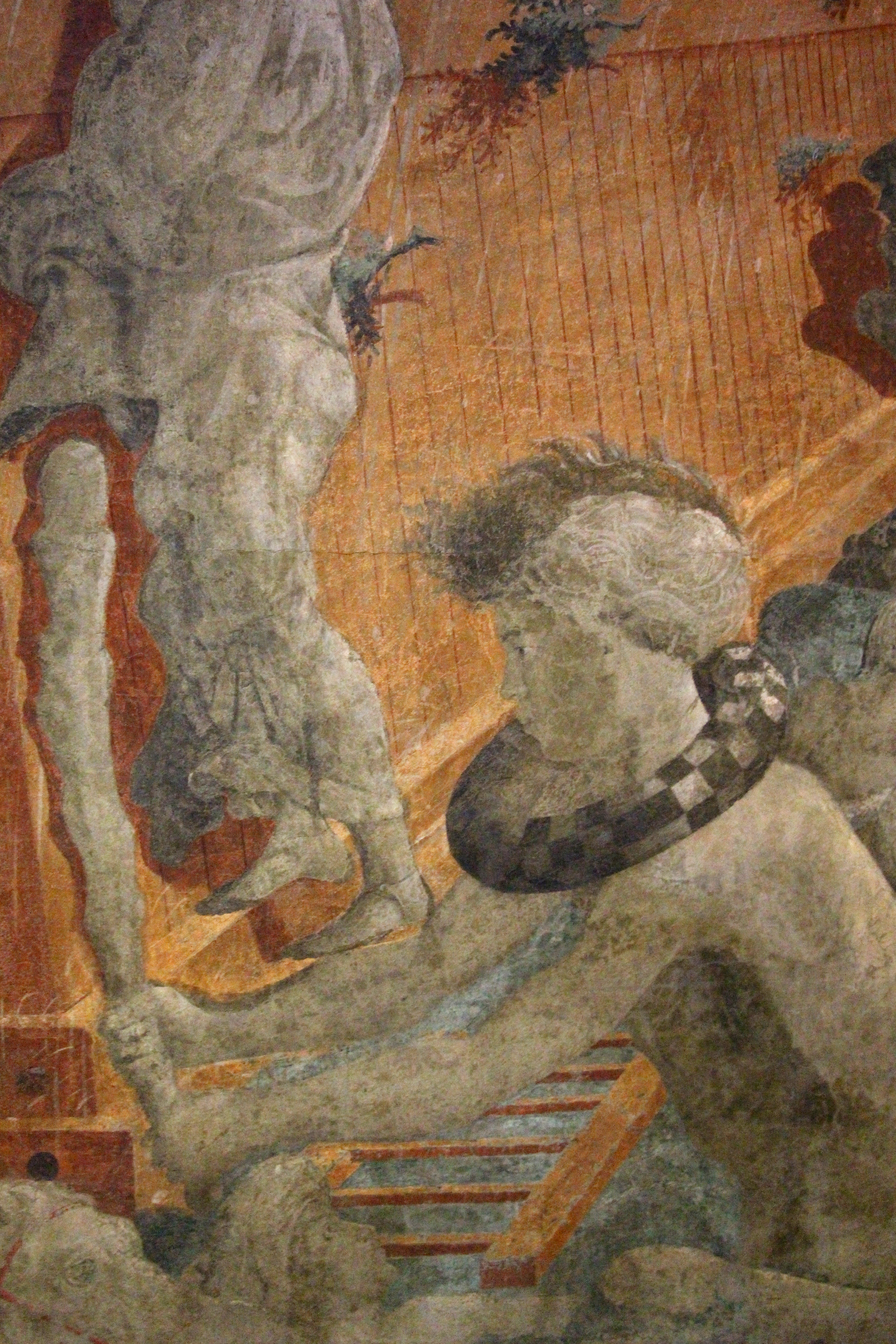
Le Déluge, détail.
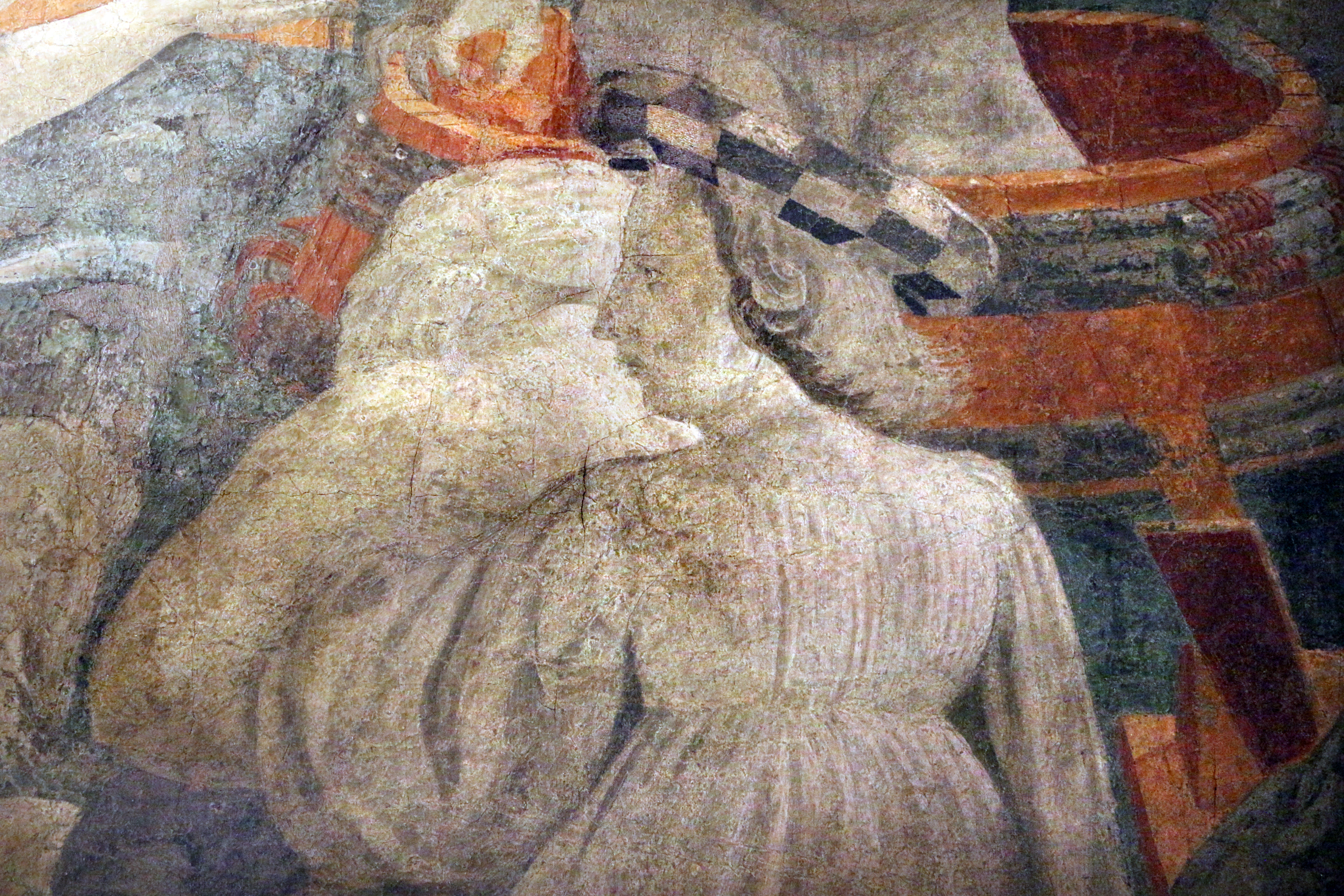
Le Déluge, détail. Jeune femme au mazzocchio.

La perspective, dont la définition s'était développée à Florence pendant son absence, utilisée par Paolo Uccello, sert à créer un monde irréel régi par les forces centrifuges qui émanent des différents groupes où des figures simples et monumentales, comme dans les sculptures de Donatello et de Nanni di Banco, sont comme figés dans des poses sculpturales.
Les Histoires des autres côtés n'appartiennent pas au maître, peut-être à un artiste de son atelier (Francesco d'Antonio) ou peut-être à celui de Dello di Niccolò Delli. Elles sont très encombrées et diffèrent considérablement de celles de Paolo Uccello dans le style et la technique. Les Histoires d'Abraham sont représentées du côté sud et les Histoires de Jacob du côté ouest.
Histoires d'Abraham
- Histoires d'Abraham à Ur (fragmentaires)
- Dieu ordonne à Abraham de partir pour Canaan ; Dieu apparaît à Abraham dans la vallée de Sichem, Abraham érige un autel et arrive près de Béthel.
- Départ d'Égypte, séparation d'Abraham et de Loth, entrée de Loth à Sodome ; Loth capturé par les Élamites en guerre contre le roi de Sodome, Loth libéré par Abraham, bénédiction d'Abimelech et retournement d'Abraham.
- Apparition des trois anges à Abraham et annonce de la naissance d'Isaac ; destruction de la fuite de Sodome et Loth.
- Querelle entre Isaac et Ismaël, Sarah demande à Abraham de chasser Ismaël et Agar, départ d'Agar, Agar et Ismaël dans le désert et apparition de l'ange à Agar ; Ange ordonnant le sacrifice d'Isaac à Abraham, le voyage et le sacrifice d'Abraham.
- À la mort de Sarah, Abraham achète un terrain et y enterre sa femme ; Le serment d'Eliazer à son maître Abraham, Eliazer part à la recherche d'une femme pour Isaac, la prière d'Eliazer, rencontre avec Rébecca au puits et offrande des cadeaux.
- Rencontre d'Isaac et Rebecca ; Mort d'Abraham.

Histoires de Jacob
- Naissance d'Ésaü et de Jacob, fils d'Isaac et de Rébecca, transfert du droit d'aînesse à Jacob ; Déception de Jacob qui se laisse bénir par Isaac à la place d'Esaü et départ de Jacob vers la maison de son oncle Laban (attr. Dello Delli).
- Rencontre entre Jacob et Rachel ; Rachel va prévenir son père Laban, Laban accueille Jacob avec ses filles Rachel et Léa ; Banquet de mariage de Jacob, Léa accordée en mariage à Jacob à la place de Rachel.
- Deuxième mariage de Jacob avec Rachel, les esclaves Bilha et Zilpa sont offertes à Jacob comme épouses par Rachel et Léa pour augmenter la progéniture ; Jacob entrevoit en songe l'augmentation de son troupeau, les fils de Laban rendent compte au père de la fortune de Jacob, Rachel et Léa approuvent la décision de Jacob de retourner au pays de Canaan.
- Jacob fuyant vers Canaan avec sa famille et ses troupeaux ; Dieu apparaît à Laban en rêve, Laban atteint Jacob et cherche en vain les idoles volées par Rachel dans son camp.
- Jacob lors d'un voyage conduit par des anges, avec des messagers devant lui chargés d'apporter des troupeaux de bétail à Esaü en cadeau ; Le combat de Jacob avec l'ange, Jacob va à la rencontre de l'armée d'Esaü avec sa famille et se prosterne aux pieds de son frère.
- Jacob érige un autel dans le terrain acheté près de la ville de Sichem, Sichem viole la fille de Jacob, Dina, puis tente de la réconforter ; Les fils de Jacob vengent leur sœur Dina en tuant tous les habitants masculins de Sichem et en pillant la ville.

À noter que le bas des fresques a disparu à la suite des inondations de Florence de 1966.

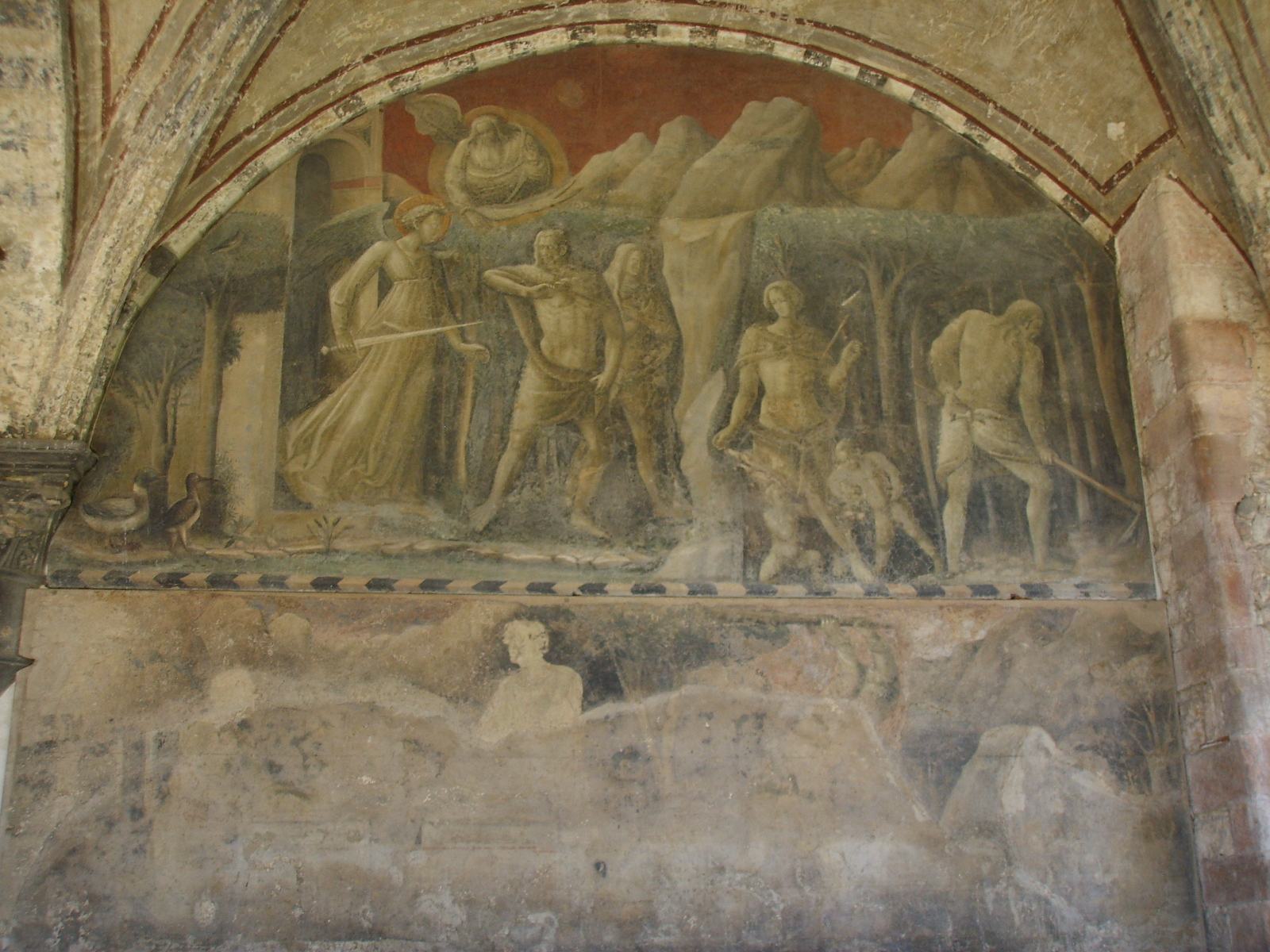
Expulsion du paradis terrestre et travail des ancêtres, Caïn et Abel, atelier de Paolo Uccello.
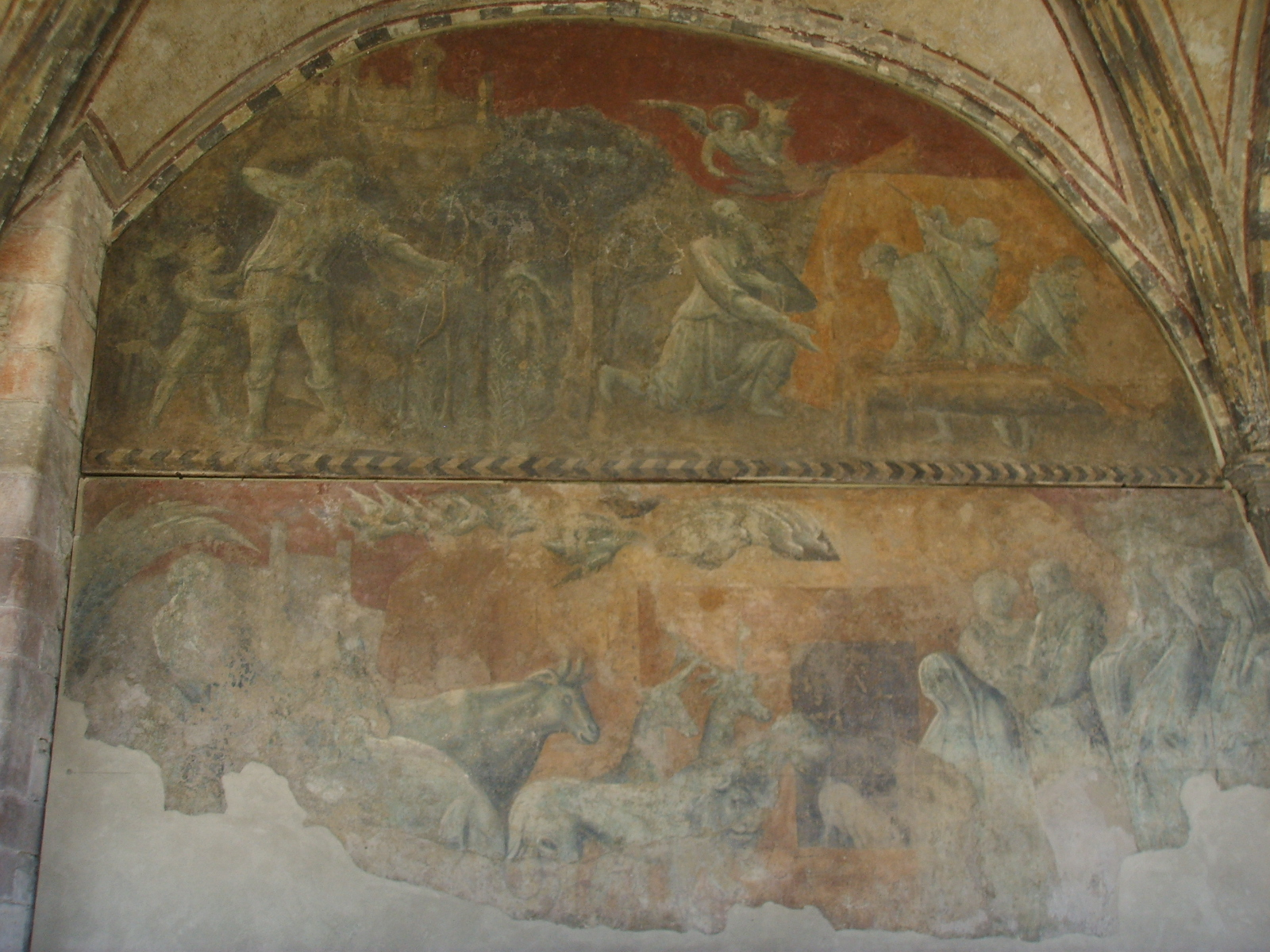
Lamelech (Meurtre de Caïn) (lunette) et L'Arche de Noé, atelier de Paolo Uccello.
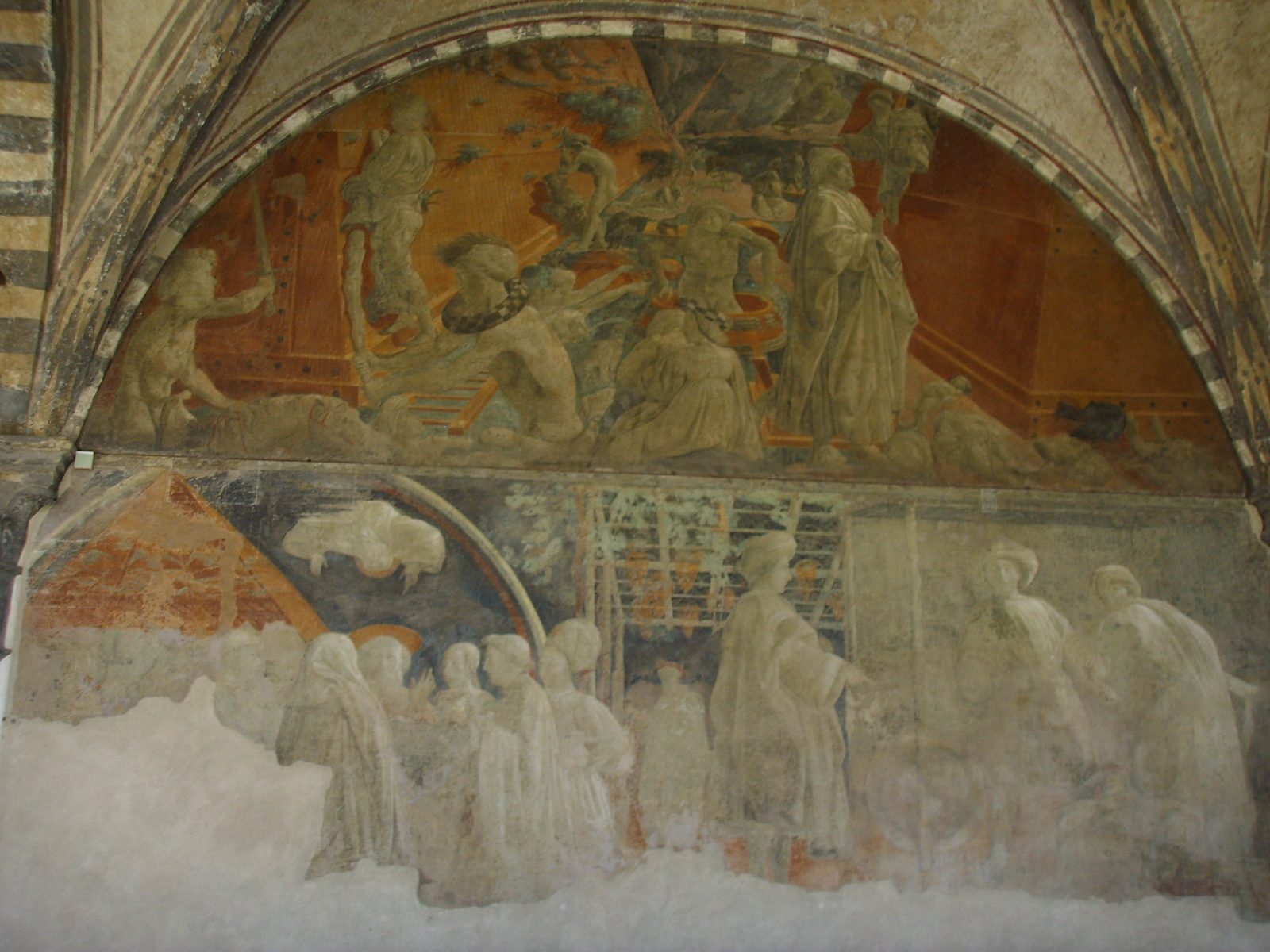
Le Déluge universel et L'Ivresse de Noé, Paolo Uccello.
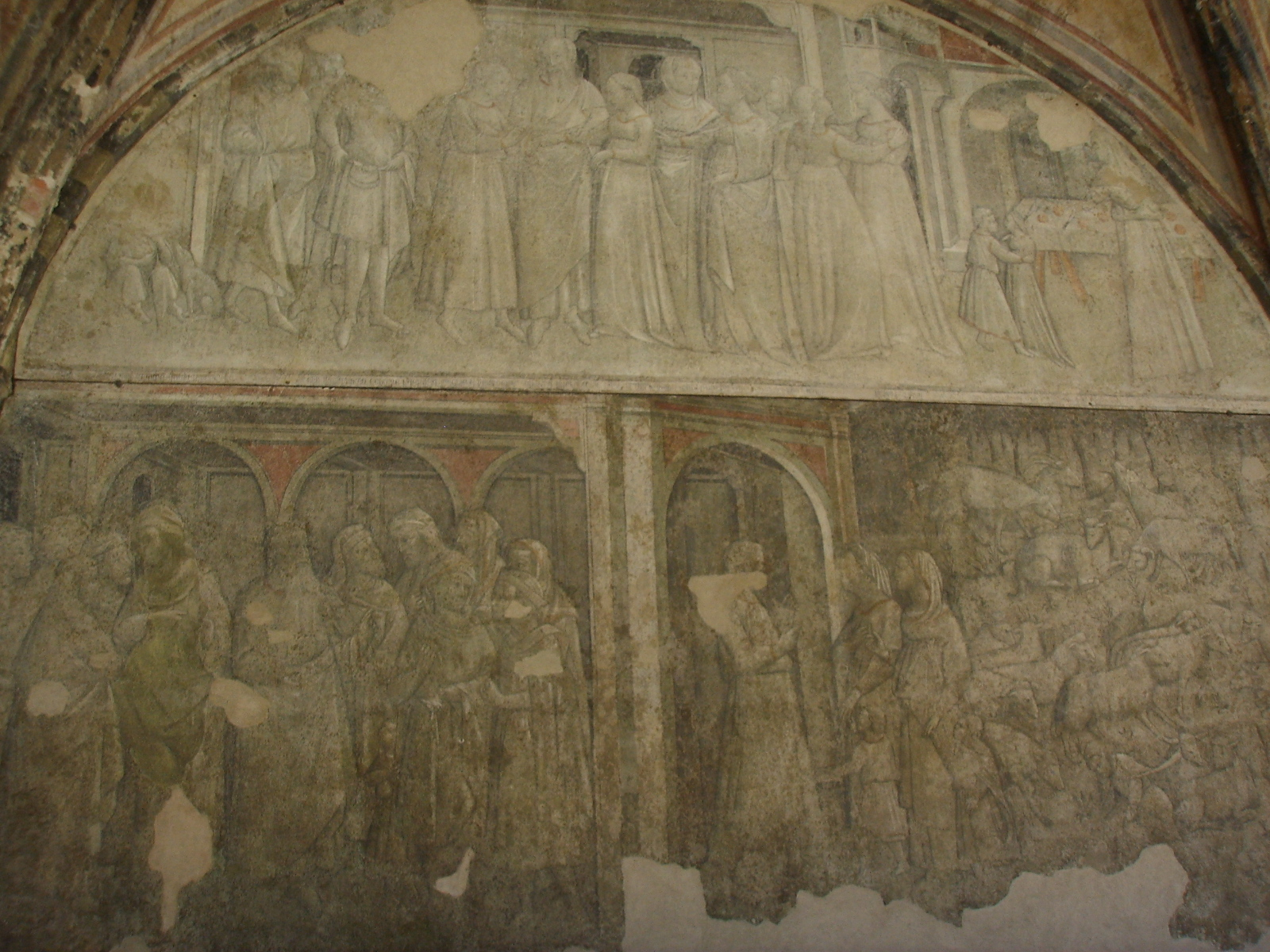
Histoires d'Abraham.